# Mas de Borbó
El Mas de Borbó és una masia de l'Aleixar.

## Descripció
És una masia gran, de planta rectangular amb façanes arrebossades i obra de paredat amb reforços de maó. Teulada a dues vessants. Restauracions i adequacions modernes. Conjunt interessant, amb capella pròpia. Aquesta, de planta rectangular, senzilla, sense decoracions, és obra de paredat, arrebossada, amb porta amb arc agut; sobre la façana, petita espadanya de ferro. És una coberta de dues vessants, amb boles esfèriques a les cantonades.
El conjunt destaca de lluny pel color blanc general, ressaltat per línies horitzontals de rajoles de colors verd i blau. A una façana lateral, gran balconada amb balustrada i, sota la coberta, golfes amb arcs rodons correguts.
A la vora hi ha l'alzina del Mas de Borbó, un exemplar molt notable, tant pel gruix de la soca, uns 7,45 metres de circumferència a un parell de pams de terra, com pel perímetre del seu brancatge, amb un diàmetre de 25 metres.

## Història
Pertanyé abans al terme de l'Albiol, fins que a les darreries del segle passat passà a ésser terme de l'Aleixar. Actualment es troba a la partida dita dels Masos, que comprèn les terres de mas de Moixí, de Garrut i de "Fernando", a més del "d'en Borbó". La finca té un terreny accidentat, amb turons molt erosionats, bosc, erm i grans avellanars, primera font econòmica. Toca amb el terme de la Selva, no gaire lluny del camí de Prades. Els documents són moderns: un de 1854 és una ordre de l'arquebisbe Fleix sobre l'agregació esmentada: "los mansos llamados de Muixí y Borbó con sus posesiones adyacentes", un altre de 1826 parla de "Miguel Siurana, labrador del Manso llamado de Burbo del término del Albiol". Un dels propietaris del mas fou batlle de l'Albiol. El mas, de línies molt correctes, té una capella dedicada a Sant Antoni de Pàdua.